# Bismarckrietvink
De Bismarckrietvink (Lonchura melaena) is een zangvogel uit de familie van de prachtvinken (Estrildidae).

## Verspreiding en leefgebied
Deze soort komt voor op de Bismarck-archipel en de Salomonseilanden en telt 2 ondersoorten:
- Lonchura melaena melaena: Nieuw-Brittannië.
- Lonchura melaena bukaensis: Buka (ten noorden van Bougainville).